# Salangana de Mayr
La salangana de Mayr (Aerodramus orientalis) és una espècie d'ocell de la família dels apòdids (Apodidae) que habita les illes de Nova Irlanda (arxipèlag de les Bismarck) i Guadalcanal (illes Salomó).